# 福岡県第6区
福岡県第6区（ふくおかけんだい6く）は、日本の衆議院における選挙区。1994年（平成6年）の公職選挙法改正で設置。

## 区域
2013年（平成25年）公職選挙法改正以降の区域は以下のとおりである。
- 久留米市
- 大川市
- 小郡市
- うきは市
- 三井郡
- 三潴郡

1994年（平成6年）公職選挙法改正から2013年の小選挙区改定までの区域は以下のとおりである。
- 久留米市
- 大川市
- 小郡市
- 浮羽郡
- 三井郡
- 三潴郡

## 歴史
中選挙区時代の旧福岡3区では古賀誠、古賀正浩、古賀一成の「三古賀」が、自民党の強固な保守地盤を形成していた（古賀誠は小選挙区制導入後は福岡県第7区から出馬）。その後、1993年に古賀正浩、古賀一成の2人が自民党を離党し、第40回衆議院議員総選挙ではいずれも新生党公認で当選している。第41回衆議院議員総選挙では、古賀正浩、古賀一成は共に新進党に所属していたため、古賀正浩が福岡6区、古賀一成は比例九州ブロック単独で出馬し、そろって当選した。
2000年の第42回衆議院議員総選挙では、自民党に復党していた古賀正浩、民主党に合流した古賀一成が共に出馬し、古賀正浩が当選。古賀一成は比例復活により当選した。2002年に古賀正浩が在職中に死去したため、古賀一成は議員辞職し、補欠選挙に出馬。しかし、落下傘候補の荒巻隆三に敗北し、議席を失う。
第43回衆議院議員総選挙では古賀一成が荒巻を破り、小選挙区制導入後、初めて福岡6区で当選した（荒巻は落選後、京都府議会議員に転身）。
第44回衆議院議員総選挙では、前回の選挙で東京18区から出馬して当時の民主党代表菅直人に敗れるも比例東京ブロックで復活した鳩山邦夫元労働大臣が、母方の祖父石橋正二郎がブリヂストンを創業した久留米市が含まれている福岡6区に国替えして出馬。この選挙では、小泉旋風に乗って鳩山が当選。古賀一成は再び小選挙区で落選し、比例復活した。
第45回衆議院議員総選挙では、前回の総選挙から一転、自民党に猛烈な逆風が吹き荒れたが、西川善文日本郵政社長の進退をめぐり、詰め腹を切るかたちで総務大臣を辞任したばかりの鳩山が古賀を約2万票差で破って11選、古賀は再度比例復活により7選した。その後、鳩山は自民党を離党した。
第46回衆議院議員総選挙では、離党後身の処遇を迷っていた鳩山が最終的に自民党に戻ることを決断。自民党も離党後他党に一度も籍を置かなかったことなどを考慮し推薦を出し、無所属候補として当選。古賀は比例復活もできなかった。選挙後、鳩山は復党が認められた。なお、第46回において自民・公明両党の公認候補が共に出馬しなかったのは、この選挙区と熊本4区のみである。
第47回衆議院議員総選挙では、鳩山邦夫が自民党公認を受けて出馬し、対立候補が共産党候補だけだったため圧勝した。
2016年6月21日に鳩山邦夫が在職中に死去。これに伴い、この選挙区では2度目となる補欠選挙が10月23日に実施され、鳩山の次男で元大川市長の鳩山二郎と藏内謙が共に自民党に公認申請したものの両者公認が認められず無所属出馬となり、当選した候補を追加公認する方針となった。結果、鳩山二郎が当選し追加公認された。
第48回衆議院議員総選挙・第49回衆議院議員総選挙・第50回衆議院議員総選挙では、鳩山二郎が自民党公認を受けて出馬し圧勝した。

## 小選挙区選出議員
| 選挙名                   | 年     | 当選者   | 党派       | 備考                   |
| ------------------------ | ------ | -------- | ---------- | ---------------------- |
| 第41回衆議院議員総選挙   | 1996年 | 古賀正浩 | 新進党     |                        |
| 第42回衆議院議員総選挙   | 2000年 | 古賀正浩 | 自由民主党 |                        |
| 第42回衆議院議員補欠選挙 | 2002年 | 荒巻隆三 | 自由民主党 | 古賀正浩の死去に伴う。 |
| 第43回衆議院議員総選挙   | 2003年 | 古賀一成 | 民主党     |                        |
| 第44回衆議院議員総選挙   | 2005年 | 鳩山邦夫 | 自由民主党 |                        |
| 第45回衆議院議員総選挙   | 2009年 | 鳩山邦夫 | 自由民主党 |                        |
| 第46回衆議院議員総選挙   | 2012年 | 鳩山邦夫 | 無所属     |                        |
| 第47回衆議院議員総選挙   | 2014年 | 鳩山邦夫 | 自由民主党 |                        |
| 第47回衆議院議員補欠選挙 | 2016年 | 鳩山二郎 | 無所属     | 鳩山邦夫の死去に伴う。 |
| 第48回衆議院議員総選挙   | 2017年 | 鳩山二郎 | 自由民主党 |                        |
| 第49回衆議院議員総選挙   | 2021年 | 鳩山二郎 | 自由民主党 |                        |
| 第50回衆議院議員総選挙   | 2024年 | 鳩山二郎 | 自由民主党 |                        |

## 選挙結果
時の内閣：第1次石破内閣 解散日：2024年10月9日 公示日：2024年10月15日
当日有権者数：36万8279人 最終投票率：50.94%（前回比：0.25%） （全国投票率：53.85%（2.08%））
| 当落 | 候補者名 | 年齢 | 所属党派     | 新旧 | 得票数   | 得票率 | 惜敗率 | 推薦・支持 | 重複 |
| ---- | -------- | ---- | ------------ | ---- | -------- | ------ | ------ | ---------- | ---- |
| 当   | 鳩山二郎 | 45   | 自由民主党   | 前   | 88,197票 | 48.54% | ――     | 公明党推薦 | ○    |
|      | 近藤雅彦 | 49   | 国民民主党   | 新   | 46,997票 | 25.86% | 53.29% |            | ○    |
|      | 福成健太 | 42   | 日本維新の会 | 新   | 22,779票 | 12.54% | 25.83% |            | ○    |
|      | 河野一弘 | 52   | 日本共産党   | 新   | 12,091票 | 6.65%  | 13.71% |            |      |
|      | 古川恭司 | 58   | 参政党       | 新   | 11,651票 | 6.41%  | 13.21% |            |      |

時の内閣：第1次岸田内閣 解散日：2021年10月14日 公示日：2021年10月19日
当日有権者数：37万4631人 最終投票率：51.19%（前回比：2.63%） （全国投票率：55.93%（2.25%））
| 当落 | 候補者名 | 年齢 | 所属党派                             | 新旧 | 得票数    | 得票率 | 惜敗率 | 推薦・支持 | 重複 |
| ---- | -------- | ---- | ------------------------------------ | ---- | --------- | ------ | ------ | ---------- | ---- |
| 当   | 鳩山二郎 | 42   | 自由民主党                           | 前   | 125,366票 | 67.45% | ――     | 公明党推薦 | ○    |
|      | 田辺徹   | 60   | 立憲民主党                           | 新   | 38,578票  | 20.75% | 30.77% |            | ○    |
|      | 河野一弘 | 49   | 日本共産党                           | 新   | 12,565票  | 6.76%  | 10.02% |            |      |
|      | 組坂善昭 | 74   | 無所属                               | 新   | 5,612票   | 3.02%  | 4.48%  |            | ×    |
|      | 熊丸英治 | 52   | NHKと裁判してる党 弁護士法72条違反で | 新   | 3,753票   | 2.02%  | 2.99%  |            |      |

- 田辺は第25回参議院議員通常選挙に石川県選挙区より国民民主党公認で出馬し落選。

時の内閣：第3次安倍第3次改造内閣 解散日：2017年9月28日 公示日：2017年10月10日
当日有権者数：37万9173人 最終投票率：53.82%（前回比：6.84%） （全国投票率：53.68%（1.02%））
| 当落 | 候補者名   | 年齢 | 所属党派   | 新旧 | 得票数    | 得票率 | 惜敗率 | 推薦・支持 | 重複 |
| ---- | ---------- | ---- | ---------- | ---- | --------- | ------ | ------ | ---------- | ---- |
| 当   | 鳩山二郎   | 38   | 自由民主党 | 前   | 131,244票 | 66.30% | ――     | 公明党推薦 | ○    |
|      | 新井富美子 | 50   | 無所属     | 新   | 43,175票  | 21.81% | 32.90% |            | ×    |
|      | 小林解子   | 37   | 日本共産党 | 新   | 17,451票  | 8.82%  | 13.30% |            |      |
|      | 西原忠弘   | 62   | 幸福実現党 | 新   | 6,093票   | 3.08%  | 4.64%  |            |      |

- 新井は2019年福岡県議会議員選挙に立憲民主党公認で出馬し当選。

当日有権者数：380,237人　最終投票率：45.46%

| 当落 | 候補者名   | 年齢 | 所属党派   | 新旧 | 得票数    | 得票率 | 推薦・支持         |
| ---- | ---------- | ---- | ---------- | ---- | --------- | ------ | ------------------ |
| 当   | 鳩山二郎   | 37   | 無所属     | 新   | 106,531票 | 62.24% |                    |
|      | 新井富美子 | 49   | 民進党     | 新   | 40,020票  | 23.38% |                    |
|      | 藏内謙     | 35   | 無所属     | 新   | 22,253票  | 13.00% | 自由民主党福岡県連 |
|      | 西原忠弘   | 61   | 幸福実現党 | 新   | 2,359票   | 1.38%  |                    |

- 鳩山二郎と藏内謙はともに自民党所属であったが、どちらも公認を得られず無所属出馬となった。結果、鳩山二郎が当選し自由民主党に追加公認された。

時の内閣：第2次安倍改造内閣 解散日：2014年11月21日 公示日：2014年12月2日
当日有権者数：37万1160人 最終投票率：46.98%（前回比：11.68%） （全国投票率：52.66%（6.66%））
| 当落 | 候補者名 | 年齢 | 所属党派   | 新旧 | 得票数    | 得票率 | 惜敗率 | 推薦・支持 | 重複 |
| ---- | -------- | ---- | ---------- | ---- | --------- | ------ | ------ | ---------- | ---- |
| 当   | 鳩山邦夫 | 66   | 自由民主党 | 前   | 116,413票 | 71.96% | ――     | 公明党推薦 | ○    |
|      | 金子睦美 | 53   | 日本共産党 | 新   | 45,357票  | 28.04% | 38.96% |            |      |

時の内閣：野田第3次改造内閣 解散日：2012年11月16日 公示日：2012年12月4日 最終投票率：58.66% （全国投票率：59.32%（9.96%））
| 当落 | 候補者名 | 年齢 | 所属党派     | 新旧 | 得票数   | 得票率 | 惜敗率 | 推薦・支持     | 重複 |
| ---- | -------- | ---- | ------------ | ---- | -------- | ------ | ------ | -------------- | ---- |
| 当   | 鳩山邦夫 | 64   | 無所属       | 前   | 87,705票 | 41.57% | ――     | 自由民主党推薦 | ×    |
|      | 古賀一成 | 65   | 民主党       | 前   | 47,643票 | 22.58% | 54.32% | 国民新党推薦   | ○    |
|      | 内野雅晴 | 36   | 日本維新の会 | 新   | 32,321票 | 15.32% | 36.85% | みんなの党推薦 | ○    |
|      | 江口善明 | 38   | 無所属       | 新   | 32,305票 | 15.31% | 36.83% |                | ×    |
|      | 金子睦美 | 51   | 日本共産党   | 新   | 11,003票 | 5.22%  | 12.55% |                |      |

時の内閣：麻生内閣 解散日：2009年7月21日 公示日：2009年8月18日 （全国投票率：69.28%（1.77%））
| 当落 | 候補者名 | 年齢 | 所属党派   | 新旧 | 得票数    | 得票率 | 惜敗率 | 推薦・支持 | 重複 |
| ---- | -------- | ---- | ---------- | ---- | --------- | ------ | ------ | ---------- | ---- |
| 当   | 鳩山邦夫 | 60   | 自由民主党 | 前   | 138,327票 | 52.75% | ――     |            | ○    |
| 比当 | 古賀一成 | 62   | 民主党     | 前   | 119,481票 | 45.56% | 86.38% |            | ○    |
|      | 佐藤浩   | 46   | 幸福実現党 | 新   | 4,429票   | 1.69%  | 3.20%  |            |      |

- のちに鳩山は自民党を離党して無所属となった。

時の内閣：第2次小泉改造内閣 解散日：2005年8月8日 公示日：2005年8月30日 （全国投票率：67.51%（7.65%））
| 当落 | 候補者名 | 年齢 | 所属党派   | 新旧 | 得票数    | 得票率 | 惜敗率 | 推薦・支持 | 重複 |
| ---- | -------- | ---- | ---------- | ---- | --------- | ------ | ------ | ---------- | ---- |
| 当   | 鳩山邦夫 | 56   | 自由民主党 | 前   | 131,946票 | 52.07% | ――     |            | ○    |
| 比当 | 古賀一成 | 58   | 民主党     | 前   | 109,826票 | 43.34% | 83.24% |            | ○    |
|      | 中西和也 | 63   | 日本共産党 | 新   | 11,623票  | 4.59%  | 8.81%  |            |      |

時の内閣：第1次小泉第2次改造内閣 解散日：2003年10月10日 公示日：2003年10月28日 （全国投票率：59.86%（2.63%））
| 当落 | 候補者名 | 年齢 | 所属党派   | 新旧 | 得票数    | 得票率 | 惜敗率 | 推薦・支持 | 重複 |
| ---- | -------- | ---- | ---------- | ---- | --------- | ------ | ------ | ---------- | ---- |
| 当   | 古賀一成 | 56   | 民主党     | 元   | 108,678票 | 48.94% | ――     |            | ○    |
|      | 荒巻隆三 | 31   | 自由民主党 | 前   | 103,616票 | 46.66% | 95.34% |            | ○    |
|      | 中西和也 | 61   | 日本共産党 | 新   | 9,785票   | 4.41%  | 9.00%  |            |      |

- 荒巻は2007年に地元京都府議会議員選挙（東山区選挙区）に立候補し、当選。

当日有権者数：人　最終投票率：%

| 当落 | 候補者名 | 年齢 | 所属党派   | 新旧 | 得票数   | 得票率 | 推薦・支持 |
| ---- | -------- | ---- | ---------- | ---- | -------- | ------ | ---------- |
| 当   | 荒巻隆三 | 30   | 自由民主党 | 新   | 84,740票 | 47.67% |            |
|      | 古賀一成 | 55   | 民主党     | 前   | 61,080票 | 34.36% |            |
|      | 延嘉隆   | 29   | 無所属     | 新   | 24,123票 | 13.57% |            |
|      | 丸林秀彦 | 60   | 日本共産党 | 新   | 7,820票  | 4.40%  |            |

時の内閣：第1次森内閣 解散日：2000年6月2日 公示日：2000年6月13日 （全国投票率：62.49%（2.84%））
| 当落 | 候補者名 | 年齢 | 所属党派   | 新旧 | 得票数    | 得票率 | 惜敗率 | 推薦・支持 | 重複 |
| ---- | -------- | ---- | ---------- | ---- | --------- | ------ | ------ | ---------- | ---- |
| 当   | 古賀正浩 | 65   | 自由民主党 | 前   | 105,423票 | 48.36% | ――     |            | ○    |
| 比当 | 古賀一成 | 52   | 民主党     | 前   | 90,861票  | 41.68% | 86.19% |            | ○    |
|      | 丸林秀彦 | 58   | 日本共産党 | 新   | 15,931票  | 7.31%  | 15.11% |            |      |
|      | 原武夫   | 62   | 自由連合   | 新   | 5,770票   | 2.65%  | 5.47%  |            |      |

時の内閣：第1次橋本内閣 解散日：1996年9月27日 公示日：1996年10月8日 （全国投票率：59.65%（8.11%））
| 当落 | 候補者名 | 年齢 | 所属党派   | 新旧 | 得票数    | 得票率 | 惜敗率 | 推薦・支持 | 重複 |
| ---- | -------- | ---- | ---------- | ---- | --------- | ------ | ------ | ---------- | ---- |
| 当   | 古賀正浩 | 62   | 新進党     | 前   | 106,262票 | 53.57% | ――     |            |      |
|      | 根城堅   | 55   | 自由民主党 | 新   | 71,742票  | 36.17% | 67.51% |            | ○    |
|      | 丸林秀彦 | 54   | 日本共産党 | 新   | 20,368票  | 10.27% | 19.17% |            |      |